# Patagonotothen thompsoni
Patagonotothen thompsoni és una espècie de peix pertanyent a la família dels nototènids.

## Hàbitat
És un peix d'aigua marina, demersal i de clima temperat.

## Distribució geogràfica
Es troba al Pacífic sud-oriental: Xile.

## Observacions
És inofensiu per als humans.